# Egri Táncdalfesztivál
Az Egri Táncdalfesztivál (hivatalosan: Egri Nemzetközi Táncdalfesztivál) egy könnyűzenei országos dalverseny volt, amelyet Egerben rendeztek meg 1992-ben és 1993-ban.

## Áttekintése
| Elnevezés                 | Formátum           | Ideje                               | Helyszín                                   | Dalok száma | Döntőbe jutott dalok | Győztes előadó | Győztes dal      | Műsorvezetők                 |
| ------------------------- | ------------------ | ----------------------------------- | ------------------------------------------ | ----------- | -------------------- | -------------- | ---------------- | ---------------------------- |
| I. Egri Táncdalfesztivál  | 3 elődöntő + döntő | 1992. augusztus 14. – szeptember 5. | Gárdonyi Géza Színház                      | 45          | 16                   | Szulák Andrea  | Mi lesz velem?   | Mohai Gábor, Palcsó Brigitta |
| II. Egri Táncdalfesztivál | 3 elődöntő + döntő | 1993. augusztus 7–28.               | Eszterházy Károly Katolikus Egyetem udvara | 42          | 15                   | Bogolin Ágnes  | Mi egyek vagyunk | Mohai Gábor, Marcellina      |

1. ↑  Csak a döntőt adta le élőben az MTV1, az elődöntős fordulókból összefoglaló adásokat adtak.
2. ↑  Csak a döntőt adta le (felvételről) az MTV1 szeptember 5.-én. A Petőfi Rádióban voltak aznap késő esténként helyszíni közvetítések.

## I. Egri Táncdalfesztivál
A I. Egri Táncdalfesztivált augusztus 14. és szeptember 5. között rendezték meg.
Az első díjat Szulák Andrea nyerte meg Mi lesz velem? című dalával.

### Elődöntők

#### 1. elődöntő (augusztus 14.)
| #   | Előadó                              | Dal címe                   | Pontszám |
| --- | ----------------------------------- | -------------------------- | -------- |
| 1.  | Gulyás Erika                        | Holnapok                   | 64       |
| 2.  | Munkácsi Sándor                     | Ez a dal most hozzád szól  | 77       |
| 3.  | Tátrai Antal                        | Tíz nyár                   | 104      |
| 4.  | Buch Tibor                          | Fura tréfa                 | 52       |
| 5.  | Zádor Mariann                       | Most érzem az álmok erejét | 33       |
| 6.  | Berentei Péter                      | Táncolj, csak táncolj      | 86       |
| 7.  | Nagy Zsolt                          | Ne félj                    | 112      |
| 8.  | Bokor Fekete Krisztina              | Ha egy csillag rádtalál    | 67       |
| 9.  | Vodal Anita–Hajdú István (Norvégia) | Elmondom neked             | 89       |
| 10. | Bokodi Boglárka                     | Játszhatsz még velem       | 102      |
| 11. | Alex Tamás–Szigeti Csaba            | A Hold ma éjjel            | 117      |
| 12. | Aradszky László                     | Gyere hát                  | 80       |
| 13. | Szulák Andrea                       | Mi lesz velem?             | 134      |
| 14. | Kovács Kati                         | Jobb ez így nekem          | 115      |
| 15. | Poór Péter                          | Minden út hozzám vezet     | n.a.     |

#### 2. elődöntő (augusztus 21.)
| #   | Előadó                     | Dal címe                        | Pontszám |
| --- | -------------------------- | ------------------------------- | -------- |
| 1.  | Tisza Beáta                | Miért hagytál el                | 73       |
| 2.  | Lőcsei Attila              | Mást mond a szíved, mást a szád | 50       |
| 3.  | Tóth Gábor                 | Csillagszemű lány               | 45       |
| 4.  | Király Gábor               | A régi szép idők                | 81       |
| 5.  | Szabolcsi János            | Csak egy szerelem               | 66       |
| 6.  | Gombos László              | Ha feltámad a szél              | 120      |
| 7.  | Kovács Andrea–Frész Ferenc | Védd magad tőlem                | 104      |
| 8.  | Hegyi Anikó                | Nem kell sírnod                 | 87       |
| 9.  | Bársony Attila             | Emlék                           | 108      |
| 10. | Szulák Andrea              | Hazajönni                       | 115      |
| 11. | Tóth Anita                 | Nem hihetek tegnapi csókjaidnak | 96       |
| 12. | Bontovics Kati             | Álom volt, de felébredtem       | 127      |
| 13. | Simonyi Ferenc             | Mindketten vesztesek vagyunk    | 80       |
| 14. | Marcellina                 | Ringasd a csónakod              | n.a.     |

#### 3. elődöntő (augusztus 28.)
| #   | Előadó                         | Dal címe                    |
| --- | ------------------------------ | --------------------------- |
| 1.  | Auth Csilla–Nagy Zsolt         | Miért ne kezdjük újra?      |
| 2.  | Bátky Zoltán                   | Vörös vagy fekete           |
| 3.  | Bódis András–Janza Kata        | Mindig egyedül              |
| 4.  | Fekete Krisztina               | Mikor egy csillag rád talál |
| 5.  | Grazyna Kowalczyk              | Nem lehet másképp           |
| 6.  | Harangozó Teri                 | Egyetlen szív               |
| 7.  | Keresztes Ildikó–Forgács Péter | Tegnap és holnap            |
| 8.  | Kovács Kati                    | Túl a kék hegyen            |
| 9.  | Koós Réka                      | Szerelemben ő a főnyeremény |
| 10. | Poór Péter                     | Te bolondos lány            |
| 11. | Szolnoki Pál                   | Lehet-e szép?               |
| 12. | Tombor Zoltán                  | Sűrű, sötét éjjel           |

### Döntő (szeptember 5.)
Győztes |       2. helyezett |       3. helyezett
| #   | Előadó                         | Dal címe                  |
| --- | ------------------------------ | ------------------------- |
| 1.  | Gombos László                  | Ha feltámad a szél        |
| 2.  | Nagy Zsolt                     | Ne félj                   |
| 3.  | Kovács Kati                    | Jobb ez így nekem         |
| 4.  | Poór Péter                     | Minden út hozzám vezet    |
| 5.  | Harangozó Teri                 | Egyetlen szív             |
| 6.  | Grazyna Kowalczyk              | Nem lehet másképp         |
| 7.  | Szulák Andrea                  | Hazajönni                 |
| 8.  | Bontovics Kati                 | Álom volt, de felébredtem |
| 9.  | Marcellina                     | Ringasd a csónakod        |
| 10. | Szulák Andrea                  | Mi lesz velem?            |
| 11. | Tátrai Antal                   | Tíz nyár                  |
| 12. | Poór Péter                     | Te bolondos lány          |
| 13. | Keresztes Ildikó–Forgács Péter | Tegnap és holnap          |
| 14. | Tombor Zoltán                  | Sűrű, sötét éjjel         |
| 15. | Szolnoki Pál                   | Lehet-e szép?             |
| 16. | Alex Tamás–Szigeti Csaba       | A Hold ma éjjel           |

#### Díjazottak
- Előadói díj: Kovács Kati, Auth Csilla
- Közönségdíj: Berentei Péter, Harangozó Teri
- Danubius Rádió különdíja: Kovács Kati, Alex Tamás–Szigeti Csaba

## II. Egri Táncdalfesztivál
A II. Egri Táncdalfesztivált augusztus 7. és 28. között rendezték meg.
A Magyar Televízió felvételről adta le a döntőt az MTV1-en szeptember 5.-én. A fesztivál ideje alatt a Petőfi Rádióban voltak a fordulók estéjén aznap késő esti helyszíni közvetítések. 
A 300 beérkezett dalból 42 dal került végül a három elődöntőbe. A 13 tagú zsűri javaslata alapján a három elődöntőből négy-négy szólista és egy-egy zenekar jutott be a döntőbe. A közönség mindhárom elődöntőből egy szólistát és egy zenekart jutatthatott tovább. Így az augusztus 28-ai döntőben összesen 19 produkció szerepelt.
A II. Egri Táncdalfesztivál első díját a 19 éves pécsi Bogolin Ágnes nyerte meg Mi egyek vagyunk című dalával.
A gálaműsort szeptember 5.-én tartották meg Budapesti Kongresszusi Központban.

### A versenydalok
Győztes |       2. helyezett |       3. helyezett
| Előadó                               | Dal                               |
| ------------------------------------ | --------------------------------- |
| Auth Csilla                          | Mint egy dal                      |
| Alex Tamás                           | Néma lány                         |
| Bakter Brothers                      | Bakterélet                        |
| Berentei Péter                       | Ilona                             |
| Bergendy Szalonzenekar               | Hully-Gully                       |
| Bogolin Ágnes                        | Mi egyek vagyunk                  |
| Bokodi Boglárka                      | A szívem mindent túlél            |
| Bokor Fekete Krisztina               | Éjszakai repülés                  |
| Donna                                | Játék                             |
| Éles István                          |                                   |
| Fekete Éva                           | Piros autó                        |
| Frész Ferenc                         | A gyermekkor vége                 |
| Gombos László                        | Ez az első éjszakám nélküled      |
| Hajdu István, Anita Vodál (Norvégia) | Csak a dal                        |
| Harangozó Teri                       | Egy férfi kell                    |
| In-West együttes                     | Csúcs vagyok                      |
| Illés Melinda                        |                                   |
| Karda Beáta                          | A véletlenen múlott               |
| Metropol                             | Egy korty víz                     |
| Peter Lawrence                       |                                   |
| Poór Péter                           | Búcsúzni kell                     |
| Rácz Gergő                           | Adj esélyt                        |
| Schäffer Edina                       |                                   |
| Session group                        | Üres szívvel                      |
| Stefanidu Janula                     | Európai vagyok                    |
| Szekeres Adrien                      | Kell, hogy még szeress            |
| Tombor Zoltán                        | Válaszút                          |
| Varannai István                      | Add nekem az éjszakát             |
| Zareczky Miklós                      | Tél                               |
| Zsanna                               | Minden nap kulcsra zárom a szívem |

### Díjazottak
| Díj                       | Díj                       | Előadó                                                  | Dal                                                     | Zene és szöveg                                          |
| ------------------------- | ------------------------- | ------------------------------------------------------- | ------------------------------------------------------- | ------------------------------------------------------- |
| 1. díj                    | 1. díj                    | Bogolin Ágnes                                           | Mi egyek vagyunk                                        | Csont István–Kocsor Zsolt                               |
| 2. díj                    | 2. díj                    | Gombos László                                           | Ez az első éjszakám nélküled                            | Blum József–Munkácsi Sándor                             |
| 3. díj                    | 3. díj                    | Bakter Brothers                                         | Bakterélet                                              | Elek István–Tompa Mihály                                |
| Előadói díjak             | Férfi                     | Alex Tamás                                              | Néma lány                                               |                                                         |
| Előadói díjak             | Női                       | Auth Csilla                                             | Mint egy dal                                            |                                                         |
| Előadói díjak             | Együttes                  | Bakter Brothers                                         | Bakterélet                                              |                                                         |
| Legjobb külföldi együttes | Legjobb külföldi együttes | Zsanna                                                  | Minden nap kulcsra zárom a szívem                       |                                                         |
| Hangszerelési díj         | Hangszerelési díj         | Dáni János Tél című daláért Zareczky Miklós előadásában | Dáni János Tél című daláért Zareczky Miklós előadásában | Dáni János Tél című daláért Zareczky Miklós előadásában |

### 1992
- MTV Hiradó az Egri Táncdalfeszivál sajtótájékoztatójáról, nava.hu, 1992. február 8.
- MTV Híradó az Egri Táncdalfeszivál sajtótájékoztatójáról, nava.hu, 1992. augusztus 10.
- Döntő előtt: Ki kicsoda az egri táncdalfesztiválon?, Heves Megyei Hírlap, 1992. szeptember 3.
- Kávé habbal–interjúk (Kovács Kati, Szulák Andrea, Grazyna Kowalczy), nava.hu, 1992. szeptember 13.

### 1993
- Sztárok és sztárjelöltek, Heves Megyei Hírlap, 1993. augusztus 18.
- A bakterek szíve, Heves Megyei Hírlap, 1993. augusztus 26.